# بندر بن سلطان بن عبد العزيز آل سعود
بندر بن سلطان بن عبد العزيز آل سعود (2 مارس 1949 / 5 جمادى الأولى 1368هـ) هو أمير وسياسي ودبلوماسي وطيّار سعودي هو السفير السادس للمملكة العربية السعودية لدى الولايات المتحدة من 24 أكتوبر 1983، حتى 8 سبتمبر 2005. وهو الأمين العام لـ مجلس الأمن الوطني السعودي منذ تأسيس المجلس عام 16 أكتوبر 2005 حتى إلغائه في 29 يناير 2015. كما أصبح الرئيس الثامن لرئاسة الاستخبارات السعودية منذ 19 يوليو 2012 حتى أُعفي من قبل الملك عبد الله بن عبد العزيز آل سعود في 15 أبريل 2014. ثم عُيِّن مستشاراً ومبعوثاً خاصاً لخادم الحرمين الشريفين الملك عبد الله بن عبد العزيز آل سعود بين 2014 و 2015.
ولد الأمير بندر بن سلطان في محافظة الطائف، والده هو ولي العهد السابق ووزير الدفاع السابق الأمير سلطان بن عبد العزيز آل سعود، وأمه زوجة للأمير سلطان بن عبد العزيز آل سعود تدعى الخيزرانة. الأمير بندر متزوج من ابنة الملك فيصل بن عبد العزيز آل سعود وهي الأميرة هيفاء الفيصل رئيسة ومؤسسة جمعية زهرة لمكافحة سرطان الثدي في الرياض وهي ناشطة اجتماعية، ولهما من الأبناء: الأميرة لولوة، الأميرة ريما، الأميرة نورة، الأمير فهد، الأميرة حصة، الأمير فيصل، الأمير خالد، والأمير عبد العزيز.
تلقّى الأمير بندر بن سلطان تعليمه الأساسي في السعودية، ثم التحق بكلية كرانويل للقوات الجوية وتخرّج منها في عام 1968. وحصل على تدريب متقدم في قاعدة ماكسويل الجوية ومدرسة دوايت د.أيزنهاور لاستراتيجية الأمن القومي والموارد. ثم أصبح مدرب طيران وقائد لسرب طائرات إف-5 في القوات الجوية الملكية السعودية. انتهت مهنة الأمير بندر بن سلطان العسكرية في عام 1977، بعد أن حاول الهبوط بطائرة إف-5 تعطلت عجلاتها بسب خلل فني، فتحطّمت طائرته العسكرية وأصيب بمشكلة دائمة في عمودة الفقري.
بعد نهاية مسيرته العسكرية توجّه إلى مجال السياسة حيث ذاع صيته وأصبح أحد الأسماء الفاعلة في الدبلوماسية السعودية، والجسر الأساسي بين الشرق الأوسط والولايات المتحدة. بدأ نشاطه السياسي منذ عهد الراحل الملك خالد، حيث كان له دور كبير في تمرير صفقة طائرات إف-15 إيغل عام 1978. كما كان له دور في حرب الخليج الأولى التي اندلعت بين العراق وإيران عام 1980. وفي عهد الراحل الملك فهد استطاع الأمير بندر بن سلطان تأسيس اللوبي السعودي في الولايات المتحدة الذي وصف حينها بأنه أقوى لوبي في الولايات المتحدة وذو تأثير كبير على البيت الأبيض. وكان الأمير بندر من الشخصيات البارزة التي ساهمت في إنجاح «مبدأ ريغان» المعادي للشيوعية في العديد من الدول مثل، أفغانستان، وتشاد، وإيطاليا، ونيكاراغوا. كما كان من المتورطين في قضية إيران كونترا عام 1985. وله دور كبير في تمرير صفقة البيع الضخمة لطائرات الإنذار المبكر والتحكم بوينغ إي-3 سينتري المعروفة باسم «أواكس» في عام 1986. وبعد ذلك بأعوام قليلة أنجز الأمير بندر صفقة مع الصين لشراء صواريخ دي إف-3 أي العابرة للقارات عام 1988، والتي أحدثت ضجة أميركية. كما شارك في المساعي لإنجاز اتفاق الطائف، الذي أنهى الحرب الأهلية اللبنانية عام 1989. كما كان له دور في انسحاب السوفييت من أفغانستان عام 1989، وإخراج قيادة منظمة التحرير الفلسطينية بزعامة الراحل ياسر عرفات من لبنان بضمانات دولية. كما كان له دور كبير في إنهاء أزمة لوكربي مع ليبيا، والوصول إلى تسوية.
وفي عقد التسعينات لعب دورا في التأثير على حكومة بلاده من أجل استعمال القوات الأميركية للأراضي السعودية في حرب الخليج الثانية عام 1991 لتحرير الكويت، ومنع السوفييت من دعم العراق. كما بذل مجهودًا لإيجاد حل يرضي الطرفين في القضية الفلسطينية.

## نشأته وتعليمه
وُلد في الطائف، بتاريخ 2 مارس سنة 1949، وهو الابن الثالث لأبويه من أصل 33. كان والده الأمير سلطان بن عبد العزيز آل سعود أميرًا لمنطقة الرياض وقد عُين لاحقًا وزيرًا للدفاع عام 1962، ثم وليًا للعهد عام 2005، تُعتبر والدته الأميرة الخيزرانة، زوجة الأمير سلطان، حيث تزوجها الأمير سلطان بعد إنجابها للأمير بندر ثم طلقها لاحقًا، وهي من منطقة عسير، الواقعة في الطرف الجنوبي من السعودية، صاحبة التأثير الأكبر على تكوين شخصية الأمير بندر بسبب ضعف صلته بوالده. رغم أن الإعلام يصر على أن الأمير سلطان لم يكن يعترف به حينها، إلا إن الواقع كان خلاف ذلك حيث كان يخصَّص للأمير بندر عند ولادته مثل بقية الامراء راتب يصرف شهريًا. لكنه لم يعش في بداية طفولته مع والده بسبب طلاق أبويه. كما أنه عانى من عدم المساواة مع إخوته الأمراء. انتقل الأمير بندر لاحقًا للعيش مع والده فعلمّه الصيد بالصقور والرماية، ومهارات العيش بالصحراء كالبدو.

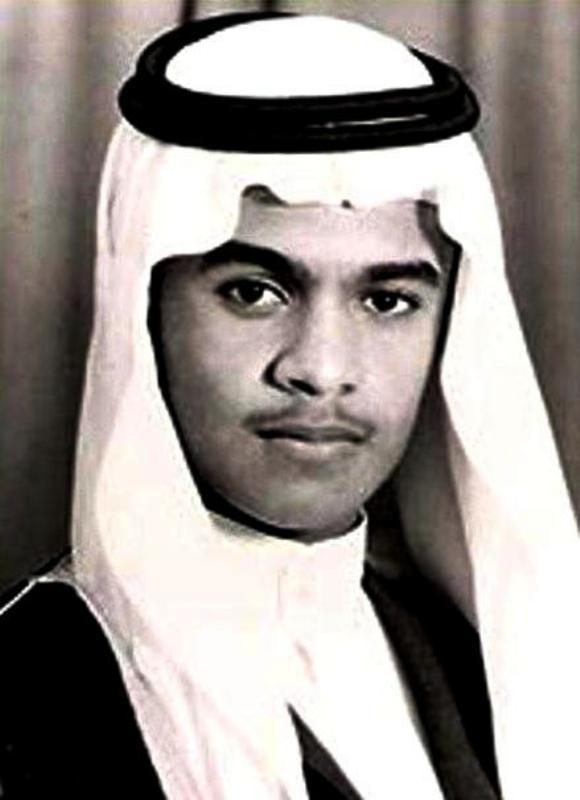
الأمير بندر بن سلطان عندما كان في عمر الثالثة عشر

كان الأمير بندر عاشق للطيران وبعد تعيين والده وزيرًا للدفاع، قام الأمير بندر في عام 1967، بتزوير تاريخ ميلاده للانضمام للقوات الجوية الملكية السعودية والالتحاق بكلية كرانويل للقوات الجوية في إنجلترا. ويعترف الأمير بندر بأن تاريخ ميلاده الحقيقي هو أواخر عام 1950 وأنه أقنع الطبيب بتغيير شهادة ميلاده لكي ينظم للقوات الجوية. وفي 2 أغسطس 1969، تخرج الأمير بندر من كلية الطيران وتقّلد رتبة ضابط برتبة ملازم أول.
التحق الأمير بندر بقاعدة الظهران الجوية التابعة للقوات الجوية الملكية السعودية وأصبح قائدًا لسرية مكونة من 50 تلميذًا في معهد التدريب الفني التابع للقوات الجوية الملكية السعودية. وفي أوائل 1970، أُلحق الأمير بندر بقاعدة لاكلاند الجوية في تكساس، حيث تلقى تدريبًا عاليًا على اللغة الإنجليزية، وكان ذلك شرطًا مسبقًا للتدريب المتقدم على الطيران. وبعد لاكلاند، أُرسل إلى قاعدة ميرتل بيتش الجوية في كارولاينا الجنوبية، حيث كان يقود طائرة تي-33 كمدخل إلى التدرّب على الطائرات المقاتلة، قبل الانتقال إلى قاعدة بيرن الجوية في تكساس لإتمام التدريب على الدفاع الجوي بطائرة إف-102. ثم انتقل إلى قاعدة ويليامز الجوية في أريزونا لبدء التدرّب على المقاتلات التكتيكية بطائرة إف-5 إيه\بي التي بدأ إدخالها إلى القوات الجوية الملكية السعودية في ذلك الوقت. وكان هذا التدريب جزءًا من برنامج تحديث «صقر السلام». وتلقى الأمير بندر ثلاثة جوائز توب غن في سنة 1971، والتي تمنح في التدريب على قيادة طائرة إف-5 وكانت الجائزة الأولى أكاديميًا، والثانية الأول جو-جو، والثالثة الأول أرض-أرض.

## ضابط في القوات الجوية
في أواخر 1971، عاد الأمير بندر إلى السعودية، وأصبح المسؤول عن عمليات التحويل العملاني لطائرات إف-5. وفي ديسمبر 1972، تزوج من الأميرة هيفاء الفيصل بنت الملك فيصل بن عبد العزيز آل سعود. وفي 1973، رُقي الأمير بندر إلى رتبة نقيب. أثناء حرب أكتوبر وافقت القوات الجوية الملكية السعودية على دعم الهجوم المصري السوري على إسرائيل، وأعطى تفويضًا بمهمة لعشر طائرات إف-5 بقيادة الأمير بندر، حيث يقوم الأمير بندر وفريقة الذي يضم طيارون متمرسون بشن هجمات على علو منخفض بالنابالم على منشآت النفط والتكرير الإسرائيلية، ثم تليها خمسة أطقم أقل خبرة تتابع القصف بقنابل حارقة. غير أن الأمر بالانطلاق لم يصدر قط بسبب اتفاقية وقف إطلاق النار.
في عام 1974، عاد الأمير بندر إلى الولايات المتحدة لِتلقي المزيد من التدريبات على قيادة الطائرة إف-5 إي الجديدة التي كانت آنذاك تدخل الخدمة في القوات الجوية الملكية السعودية. حيث التحق بمدرسة ضباط الأسراب في قاعدة ماكسويل الجوية في ألاباما، ثم تابع دورة تدريب الطيارين (PIT) في قاعدة راندولف الجوية في تكساس. والتحق أخيرًا بدورة تدريب على قيادة إف-5 إي في قاعدة ويليامز الجوية قرب فينيكس، أريزونا. بعد عودته إلى السعودية أصبح قائد سرب في وحدة التحويل العملاني لطائرات إف-5، ومسؤول عن تدريب الطيارين السعوديين على قيادة إف-5، وعُيّن أيضًا مسؤول عن مشروع «صقر السلام» لتنشيط طائرات إف-5 في قاعدة خميس مشيط الجوية التابعة للقوات الجوية الملكية السعودية.
في عام 1977 أصبح الأمير بندر قائدًا للسرب الثالث الذي يضم طائرات إف-5 في قاعدة الطائف الجوية، وفي تلك الفترة كافأته القوات الجوية الملكية السعودية بميدالية الصقر تقديرًا لمهارته في الطيران والقيادة. وعين بعد ذلك قائدًا للسرب الخامس عشر الذي يضم طائرات إف-5 في قاعدة قاعدة خميس مشيط، مع احتفاظه بمسؤوليته في مشروع «صقر السلام». إلا أنه في نفس العام تعرض إلى حادث طيران سببت له مشكلة دائمة في ظهره، حيث كان الأمير بندر يقوم بالتحليق والقيام بحركات بهلوانية فوق معرض جوي في مدينة أبها، حينما قرر الهبوط تعرضت عجلات الطائرة لخلل فني منعها من النزول، ورفض الأمير بندر القفز من الطائرة وقرر الهبوط بالطائرة على المدرج فكان الارتطام شديدًا فأُصيب في ظهره. وأدى هذا الهبوط إلى وضع حد لمهنة الأمير بندر كطيار. في 1978، عاد الأمير بندر إلى قاعدة الظهران الجوية وترقى إلى مرتبة رائد، وأصبح قائد للسرب السابع والذي يضم طائرات إف-5.

### صفقة طائرات إف-15

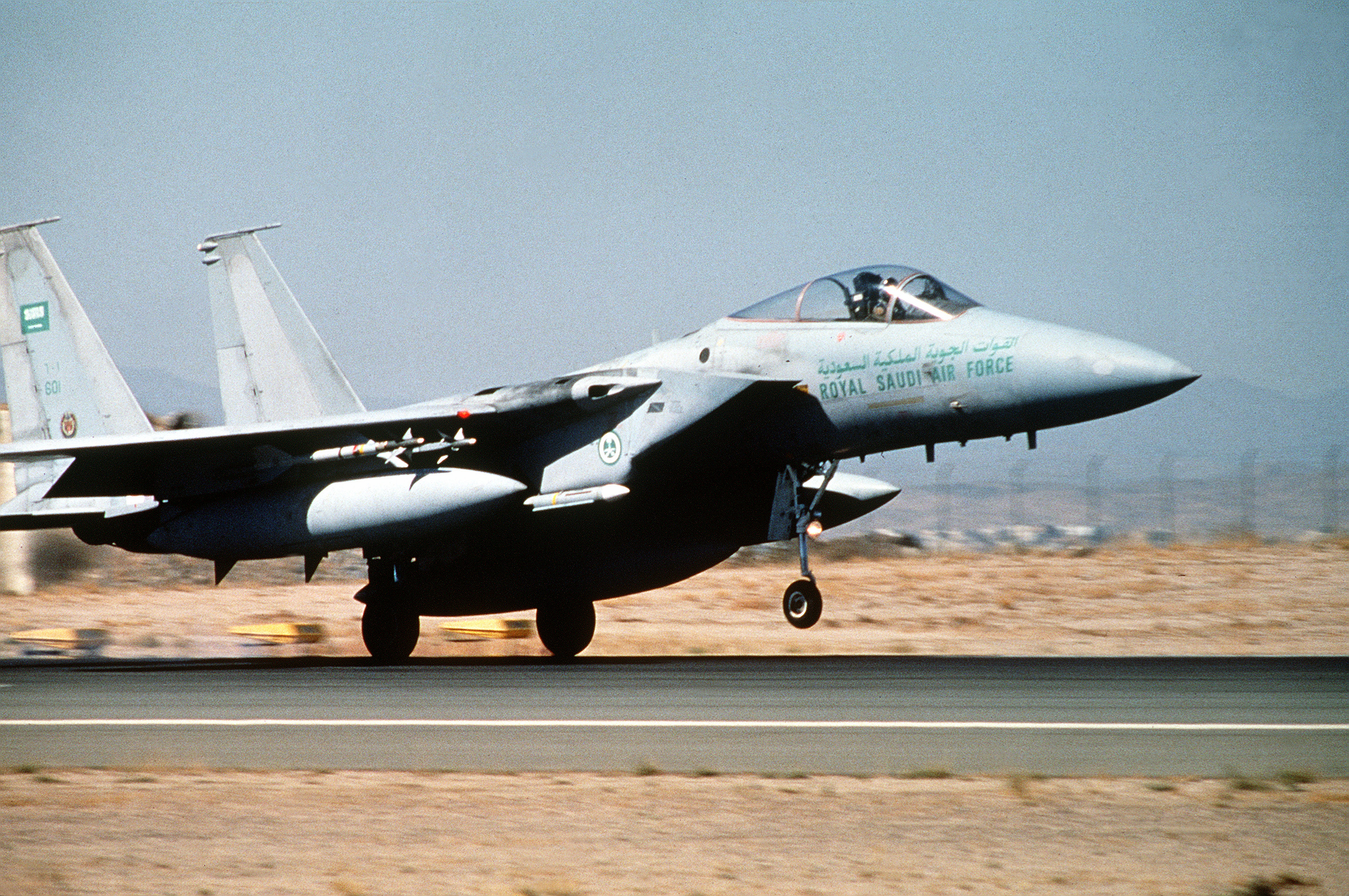
إف-15 تابعه للقوات الجوية الملكية السعودية.

في 1978، تم تعيين الأمير بندر ضمن فريق لتوقيع صفقة شراء 60 طائرة إف-15 إيغل أكثر المقاتلات تطورًا في العالم ذلك الوقت، وكانت الصفقة تواجه عوائق واعتراضات ورفض متكرر بسبب اللوبي الإسرائيلي في الولايات المتحدة، وكانت حجة اللوبي الإسرائيلي بأن أي أسلحة يملكها السعوديون تشكل تهديدًا خطيرًا لإسرائيل ودعموا حجتهم بالتصريحات الحكومية السعودية مثل تصريح ولي العهد آنذاك الأمير فهد: «بإن كل القوات المسلحة للسعودية هي قوة للدفاع عن الشعوب العربية والقضايا العربية»، وتصريح وزير الدفاع الأمير سلطان بن عبد العزيز آل سعود:«جميع أسلحة السعودية تحت تصرف البلدان العربية، وأن تستخدم في القتال ضد العدو المشترك». إلتقى الأمير بندر الرئيس الأمريكي جيمي كارتر عام 1978 وأبرم معه صفقة، حيث يقوم الأمير بندر بتوفير دعم السيناتور الأمريكي من أصل عربي جيمس أبو رزق لمعاهدة قناة باناما، مقابل قيام الرئيس الأمريكي جيمي كارتر بتوفير دعم اللجنة الخاصة بالأسلحة لصفقة الطائرات إف-15 إيغل. يقول الرئيس الأمريكي جيمي كارتر: «نجحنا في إقرار الاتفاقية بهامش صوت واحد. ولذلك شعرت دائمًا بالتقدير للمساعدة التي قدمها الأمير بندر لأنها كانت نقطة تحول في العلاقات في نصف الكرة الغربية».
ومن أجل تسهيل عملية إقرار الصفقة قام الأمير بندر بالتواصل مع المرشح الجمهوري رونالد ريغان الذي كان له تأثير كبير على المحافظين في مجلس الشيوخ، واستطاع إقناعه بالموافقة على الصفقة وقال رونالد ريغان:«لا أرى أي مانع، إنهم أصدقاؤنا لذا سأؤيد هذا الأمر، ولكني أختلف مع كارتر في كل شيء آخر». كما نشأت مصالح مشتركة بين الطرفين في هذا اللقاء. وأنطلق الأمير بندر يجوب في أنحاء الولايات المتحدة محاولًا كسب أصوات أعضاء مجلس الشيوخ، أثناء جولته التقى بالسيناتور لونغ الذي طلب إيداع 10 ملايين دولار في أحد المصارف الموجودة في ولاية لويزيانا بسبب رئيس البنك الذي كان يتبرع بسخاء للسيناتور، مقابل الصوت، ووافق الأمير بندر. كما طلب الأمير بندر من ديفيد روكفلر الرئيس التنفيذي لبنك تشيس مساعدته في الحصول على أصوات أعضاء مجلس الشيوخ إلا أن ديفيد روكفلر بدأ بالمماطلة وإعطاء وعود كاذبة مما جعل الأمير بندر يطلب من الأمير فهد آنذاك أن يأمر وزير المالية بنقل 200 مليون دولار أمريكي من بنك تشيس إلى بنك جي بي مورغان مما جعل ديفيد روكفلر يفي بوعوده ويجمع الأصوات مقابل إعادة 200 مليون دولار إلى بنك تشيس، يقول الأمير بندر: «أخذ روكفلر يتصل بي كل ليلة على مدى ثلاثة أيام ليقول لي، حصلت على السيناتور فلان أو السيناتور فلان. وبعد نحو ثلاثة أيام، عندما حصل على أصوات كل أعضاء مجلس الشيوخ الذين وعد بهم ، وفوقهم صوتان آخران طلبت من وزير ماليتنا إعادة مبلغ 200 مليون دولار إلى بنك تشيس».
كما أسس الأمير بندر اللوبي السعودي في الولايات المتحدة واستطاع حشد الشركات الضخمة التي تقوم على الصناعة النفطية، بما في ذلك فلور وبكتل وكمبيوتر ساسنسيز وموبيل إلى حملة دعم صفقة طائرات إف-15 إيغل. كما نجح في حشد نقابات العمال في ماكدونل دوغلاس إلى الحملة. كما تبنى الأمير بندر خطاب «الابتزاز النفطي» الذي صرح به وزير البترول أحمد زكي يماني في 1 مايو 1978، الذي قال فيه بأن رفض الولايات المتحدة للصفقة سيضر بالعلاقات بين البلدين. وفي 16 مايو 1978، صوّت مجلس الشيوخ 54 صوتًا في مقابل 44 ضد اقتراح إعاقة عملية بيع الأسلحة إلى السعودية.

### صفقة الأواكس
|                                                                                          |  |  |
| طائرة التزود بالوقود جواً كيه سي -135، وطائرة أواكس تابعات للقوات الجوية الملكية السعودية |  |  |

كانت أواخر حقبة السبعينات قد شهدت سلسلة حوادث مزعزعة للاستقرار في الشرق الأوسط، مما سبب خوفًا كبيرًا في السعودية والولايات المتحدة على حدٍ سواء. فقد وقعت الثورة الإسلامية الإيرانية، وأطيح بحكم محمد رضا بهلوي، وحصلت حادثة احتجاز الرهائن الأمريكيون في طهران، وأعقب ذلك غزو السوفييت لأفغانستان في 16 ديسمبر 1979، واندلاع الحرب الإيرانية العراقية في 2 سبتمبر 1980. فاحتاجت السعودية معدات وتكنولوجيا عسكرية متطورة، بما في ذلك شراء طائرات أواكس من الولايات المتحدة.
في 28 سبتمبر 1980، قام الجنرال ديفد جونز رئيس هيئة الأركان المشتركة الأمريكية بزيارة السعودية بناءً على طلب الأمير بندر، وعند وصوله استقبله الأمير بندر وقال له: «إننا نريد طائرات أواكس على الفور. نريد طائرات أواكس لمراقبة الخليج على مدار الساعة، إننا بحاجة إليها. ولا يمكننا حماية السعودية من دونها, هل تستطيع أن تؤمنها لنا؟». بعد الاجتماع بوقت قصير أرسلت الولايات المتحدة أربع طائرات أواكس أمريكية لمراقبة الأجواء السعودية تحت غطاء «مهمة تدريب مؤقتة»، ولكي تعرب السعودية عن امتنانها رفعت إنتاج النفط فانخفضت أسعاره. إلا أن السعودية رغبت في شراء الطائرات وضمها لأسطول القوات الجوية الملكية السعودية فدخلت السعودية بقيادة الأمير بندر بمفاوضات مع الولايات المتحدة لشراء خمس طائرات أواكس، وست طائرات تزود بالوقود جواً من نوع كيه سي -135، ومعدات وصواريخ لطائرات إف-15 إيغل، كذلك إنشاء شبكة من قواعد تشغيل أمامية متقدمة، ومنشآت تخزين عسكرية، ومستودعات، ومرافق بحرية، ومنشآت متقنة للقيادة والسيطرة، وبناء بنية تحتية ضخمة في الشرق الأوسط تتعدى كثيرًا احتياجات القوات المسلحة السعودية. إلا أن الصفقة لاقت رفض كبير جدًا في الكونغرس، وانتقاد لاذعًا من قبل اللوبي الإسرائيلي في الولايات المتحدة، وهجوما حادًا من قبل الحكومة الإسرائيلية.
قام الأمير بندر بالتواصل مع الجماعات المؤيدة للعرب والداعمين لهم، ومع وسائل الإعلام الشهيرة للترويج إيجابيا للصفقة، كما اجتمع بأعضاء مجلس الشيوخ. وحشد الشركات الصناعية وشركات النفط في الولايات المتحدة لدعم الصفقة مثل موبيل وبوينغ وشركة يونايتد تكنولوجيز وبكتل ووستنجهاوس وعشرات الشركات الأخرى، حيث أنفقت شركة موبيل أكثر من نصف مليون دولار على إعلانات في الصحف للترويج لمزايا التحالف الاقتصادي بين السعودية والولايات المتحدة. وكان الضغط الأشد ذلك الذي قامت به بوينغ وشركة يونايتد تكنولوجيز حيث قاموا بإرسال ما يقارب 6500 برقية إلى العديد من الشركات والبائعين والموردين في مختلف الولايات المتحدة تحضهم على تأييد الصفقة. وذكر الصحفي ستيفن إيمرسون أن سيناتورًا تلقى اتصالات من كل الرؤساء التنفيذين في ولايته يطالبونه بدعم الصفقة. كما دعا الأمير بندر رؤساء الشركات إلى السفارة السعودية وحثهم بالمزيد من الضغط على الكونغرس. كما استطاع الأمير بندر حشد كبار المسؤولين الأخرين مثل ريتشارد كلارك وزير الدفاع في عهد الرئيس ليندون جونسون، وريتشارد كلايندينست المدعي العام في عهد الرئيس ريتشارد نيكسون، ووليام روجرز وزير خارجية الولايات المتحدة في عهد الرئيس ريتشارد نيكسون، وهارولد براون وزير الدفاع في عهد الرئيس جيمي كارتر، وإدموند موسكي وزير الخارجية في عهد الرئيس جيمي كارتر، وجون سي ويست السفير الأمريكي الأسبق للسعودية، وهوارد بيكر زعيم الجمهوريين السابق في مجلس الشيوخ، وجون تاور رئيس لجنة القوات المسلحة، والرئيس السابق جيرالد فورد. وقام الرئيس ريغان بشن حملة ضغط لا نظير لها في التاريخ الحديث، حيث أجرى عشرات الاتصالات بأعضاء مجلس الشيوخ، وتحدث إلى 44 سيناتورًا كلا على حدة، مستخدمًا كافة الوسائل لإقناعهم بدعم الصفقة.
بل أن هنري كسنجر الذي عارض الصفقة أصبح من المؤيدين لها وقال في لقاء متلفز: «سيدي الرئيس، إنني أدرك الجدل المحتدم حول هذه المسألة وأتعاطف مع الكثير من مشاعر القلق التي جرى التعبير عنها. ولكنني مقتنع تمامًا أن هذه المشاعر لا يمكن تهدئتها برفض بيع طائرات أواكس. وأعتقد أن الصفقة تصب في المصلحة القومية للولايات المتحدة، وهي متوافقة مع أمن إسرائيل، وضرورية لعملية السلام في الشرق الأوسط... وإنني أحث الذين تساورهم مشاعر قلق مشروعة على تبديدها بالتباحث مع الإدارة والتصويت لصالح صفقة طائرات أواكس من دون ربطها بشروط لا تتوافق مع كرامة السعودية ومع الإدارة الفعالة لسياستنا الخارجية». وفي 28 أكتوبر 1981، بدأ التصويت على الصفقة وانتهى الأمر بمرور الصفقة.

### التدخل في الانتخابات الإيطالية
في حقبة السبعينات برز الحزب الشيوعي الإيطالي بشكل كبير وأصبح من أقوى الأحزاب الشيوعية في أوروبا الغربية، وفي ذروة شعبيته كان الجميع يتوقع انتصاره على الحزب الديمقراطي المسيحي الإيطالي في الانتخابات الإيطالية عام 1983. وبسبب المخاوف من نجاح السوفييت في إيطاليا، إتفق الملك فهد بن عبد العزيز آل سعود ورئيسة الوزراء البريطانية مارغريت ثاتشر، والرئيس الأمريكي رونالد ريغان على التدخل في الانتخابات الإيطالية والتأثير على نتيجتها ومحاولة إعاقة الصعود الديموقراطي للحزب الشيوعي الإيطالي.
توجه الأمير بندر إلى الفاتيكان ووضع 10 ملايين دولار في بنك الفاتيكان. وكان في مهمته في الفاتيكان على اتصال بمدير وكالة المخابرات المركزية وليام كيسي ويليوم أيه.ويلسون الموفد الأمريكي إلى الفاتيكان. وأكد الأمير بندر ان اختيار بنك الفاتيكان كان مقصودا بسبب تورط الفاتيكان بالعملية. واستخدم المال بمناهضة الشيوعية في إيطاليا وكانت نتيجة العملية فوز الحزب الديمقراطي المسيحي الإيطالي بالانتخابات الإيطالية عام 1983. ويقول الأمير بندر: «كان ذلك مثالًا تقليديًا على التعاون الاستراتيجي بين ريغن والملك فهد وتاتشر الذي تم بطرائق عديدة جدًا.».

### الحرب الأهلية اللبنانية
عين الأمير بندر من قبل الملك فهد بن عبد العزيز آل سعود لقيادة جهود المملكة العربية السعودية لإنهاء الحرب الأهلية اللبنانية. فكان يتردد الأمير بندر برفقة رفيق الحريري وقادة آخرين كثيرًا على قبرص للاتقاء مباشرة بقيادة الأحزاب اللبنانية، وقد تم اختيار قبرص للتفاوض والالتقاء بسبب عدم ثقة بعض الاطراف اللبنانية بسوريا. وكانت تجري بعض المفاوضات بطائرة الأمير بندر الشخصية من نوع غلف ستريم الثالثة، وبعد إتمام المفاوضات يعود الأمير بندر إلى سوريا، ويصف الأمير بندر نفسه بانه: «تحول إلى أغلى ساعي بريد في العالم»، كما كان كثير النشاط أثناء عمله في لبنان بحيث أنه: «كان يمطر روبرت ماكفرلين بوابل من البرقيات ماجعل الوفد الأمريكي يسميها بندر غرامز». وبسبب عمل الأمير بندر مع روبرت ماكفرلين الموفد الأمريكي الخاص إلى الشرق الأوسط في لبنان، تطورت العلاقات بينهما إلى صداقة شديدة، ويدعي الكثير من صناع القرار في الولايات المتحدة أن الأمير بندر استطاع إقناع الرئيس الأمريكي رونالد ريغان بتعيين روبرت ماكفرلين مستشارًا للأمن القومي الأمريكي.
بعد توقيع معاهدة 17 مايو بين إسرائيل ولبنان برعاية أمريكية، إقترح الأمير بندر على حكومته أن ترفض الإتفاقية علنًا، وإيجاد إتفاق سلام أفضل يحمي الحكومة اللبنانية ولا يقوّضها، ويحقق مصلحة الشعب اللبناني كافة. فعارضت السعودية الإتفاقية وصرح الأمير بندر: «نحن أصدقاء أمريكا، ولسنا دمى أمريكا. لدينا مصالحنا ولديهم مصالحهم، لكن في هذه الحالة، نعتقد أن على الأمريكيين أن يكونوا سعداء لأنني نحمي الفريق الذي يدعمونه». رغبت السعودية بوقف إطلاق نار في للبنان لكي يسهل إيجاد حل ينهي الحرب الأهلية. فقام الأمير بندر بمقابلة جميع أطراف الحرب خارج لبنان وأستطاع إقناعهم بالموافقة على وقف إطلاق النار باستثناء الرئيس اللبناني أمين الجميّل المتواجد في بيروت والذي لم يستطع الأمير بندر التقائه بسبب الحرب الدائرة في لبنان. ولكي ينجح المقترح كان على الأمير بندر المخاطرة والسفر إلى لبنان ومقابلة الرئيس أمين الجميّل وأخذ الموافقة منه أمام سائر الميليشيات المسيحية. سافر الأمير بندر إلى لبنان ونجح بأخذ الموافقة من أمين الجميّل، ثم أخذ الموافقة من سوريا، إلا أنه بعد مغادرة الأمير بندر للبنان إنهار المقترح، وإتضح لاحقًا ان السوريين وافقوا على المقترح ظاهريًا فقط ولم يسمحوا لحلفائهم بالموافقة على المقترح.
نتج عن انهيار الاتفاق اندلاع خلاف تحت السطح بين السعودية وسوريا، ومن أجل انهاء الخلاف طلب الرئيس السوري حافظ الأسد من الملك فهد بن عبد العزيز آل سعود إرسال الأمير بندر إلى دمشق لمناقشة الإتفاق، سافر الأمير بندر إلى دمشق وإلتقى الرئيس السوري حافظ الأسد ووزير خارجيته عبد الحليم خدام وبعد نقاش مطول وافق حافظ الأسد على الاتفاق شخصيًا وطلب من حلفائه اللبنانين العودة للاتفاق، وبعد ثلاثة أيام نجح الاتفاق وتم الإعلان عن وقف اطلاق النار في لبنان في 25 سبتمبر 1983. وبعد ذلك بدأت السعودية بالتحضير لاتفاق الطائف الذي أسس الدستور اللبناني الذي أنهى الحرب في لبنان، واقامت علاقات ودي بين لبنان وسوريا، ووضع إيطار عمل لبداية الانسحاب السوري من لبنان. قال عنه الرئيس اللبناني السابق صائب سلام الذي شارك في المفاوضات عن قرب: «كان لبنان بالنسبة إليه أرضًا وعرة، لكنه تدبر الوضع فيه بحكمة كبيرة».

## سفير خـادم الـحرمين الـشريفين في الولايات المتحدة
في 27 سبتمبر 1983، عين الملك فهد بن عبد العزيز آل سعود الأمير بندر سفيرا للمملكة العربية السعودية لدى الولايات المتحدة.

### العلاقات الخاصة مع الرؤساء الأمريكيين

#### رونالد ريغان
|                                                                                |  |  |
| سيدة الولايات المتحدة الأميركية الأولى نانسي ريغان، وزوجها الرئيس رونالد ريغان |  |  |

حظي الأمير بندر بمدخل استثنائي إلى البيت الأبيض، وذلك بفضل صداقته الشخصية مع رونالد ريغان وزوجته نانسي ريغان، إلى جانب الدعم السعودي لمبدأ ريغان المعارض للشيوعية، والاستغلال الدقيق لسلاح النفط والبترودولار، واتصالة المباشر بالملك فهد بن عبد العزيز آل سعود. ومن المزايا الأساسية التي ساهمت في نفوذ الأمير بندر في عهد ريغون قدرته على نسج الصداقات مع أصحاب النفوذ بسرعة، ويمكن القول إن أعظم الصداقات في تلك السنوات الأولى صداقته مع نانسي ريغان، التي كانت تعتبر ثاني أقوى شخص في البيت الأبيض بعد الرئيس رونالد ريغان، بل يعتبر التأثير الذي مارسته نانسي ريغان على زوجها الرئيس رونالد ريغان أكبر بكثير مما مارسته أي زوجة رئيس في التاريخ الأمريكي الحديث. وتعترف نانسي ريغان في مذكراتها بدورها الكبير في التأثير على سياسات زوجها. وينسب لنانسي ريغان الكثير من السياسات أبرزها إعفاء ألكسندر هيغ من منصب وزير الخارجية الأمريكي وتعيين جورج شولتز كوزير للخارجية، كذلك إعفاء وليام بي كلارك من منصب مستشار الأمن القومي الأمريكي وتعيين روبرت ماكفرلين في هذا المنصب.
وكان للأمير بندر دور كبير في التأثير على سياسات نانسي ريغان، حيث إعترف أن نانسي ريغان طلبت منه أن يزودها بمعلومات عن المعينين في الإدارة خارج البيت الأبيض، كذلك عن ولاء الموظفين لحكومة زوجها. ويقول الأمير: «أوضحت السيدة نانسي ريغان أنها لاتريد داخل الإدارة إلا مؤيدين مخلصين للرئيس». وقد أتاحت مشورة الأمير بندر التأثير على سياسات نانسي ريغان، ومن الأمثلة على ذلك كان هو خلف تعيين روبرت ماكفرلين في منصب مستشار الأمن القومي الأمريكي، ويعترف الأمير بندر بإنه عرقل تعيين جين كيركباتريك في هذا المنصب، وإنه فعل ذلك لإعتقادة أن جين كيركباتريك ليست المرشحة المناسبة للسعودية، وفي المقابل كان صديقه روبرت ماكفرلين أكثر توافقًا مع المصالح السعودية، ويقول الأمير بندر: «ظللت أقول لها إن هذا الرجل مخلص حقًا لزوجك، وهو خير سند... وبالنتيجة أصبح روبرت ماكفرلين مستشارًا للأمن القومي».
عندما قيل للأمير بندر أن علاقته بنانسي ريغان هو عبارة عن تورط مع دبلوماسي أجنبي، رد وقال: «لم تكن تعتبرني مسؤولًا أجنبيًا، كانت تعتبرني صديقًا لزوجها. كانت تعرف أنني معجب به. ومن الواضح أنها كانت تعرف عن وجود تعاون وثيق بين رونالد ريغان ومارغريت ثاتشر والملك فهد. وكانت تحدث نفسها، زوجي يحّب هذا الرجل ويثق به. ورئيسه وزوجي متقاربان وعلى علاقة طيّبة مع مارغريت ثاتشر، لذا يمكنني أن أثق به في محاولة معرفة ما يقوله الأخرون عن زوجي وعن قادة آخرون ومسؤولون آخرين، ومن هم المسؤولون الأمريكيون الذين يقدمونه إلى الأجانب من زاوية طيبة،... بالنسبة إليها، العالم يبدأ وينتهي مع زوجها. لم تكن معنية بالسياسة إلا من منطلق حماية زوجها، ويجب ألا يتمكن أحد من إلحاق الأذى به ما دمت أستطيع أن اساعدة».
كان نفوذ الأمير بندر في البيت الأبيض مصدر مقدار كبير من تخمينات وسائل الإعلام، وقد حاولت مجلة تايم تحديد مقدار النفوذ عندما أفادت: «أحرز الأمير بندر بنسبه الملكي وتشّربه الطرائق الأمريكية مدخلًا إلى واشنطن لا يضاهيه فيه أي موفد آخر، بما فيهم السفير السوفيتي المخضرم اناتولي دوبرينين الذي أمضى في وانشطن إحدى وعشرين سنة».

### معاداة الشيوعية
كانت السعودية والولايات المتحدة يعتقدون أن غزو الاتحاد السوفيتي لأفغانستان جزء من إستراتيجية تهدّد حقول النفط في الخليج. فشاركت السعودية بشكل مباشر أو غير مباشر بخطة الولايات المتحدة للحد من توسع نفوذ الاتحاد السوفيتي. فتدخلت السعودية في خمسة حملات داخل أربعة دول للقضاء على نفوذ الاتحاد السوفيتي فيها، وهم: أفغانستان، وأنغولا، وإثيوبيا، ونيكارغوا. فاصبحت السعودية مكوّنًا حاسمًا من مكونات هجوم رونالد ريغان الاستراتيجي على الكتلة السوفيتية، وقد قال ألان هيرز، مدير عمليات وكالة المخابرات المركزية في شبة الجزيرة العربية في ذلك الوقت: «كانت السعودية بالنسبة لنا في الثمانينيات إحدى أهم الدول الحليفة لأمريكا... كانت بمثابة محور الدولاب في نظرنا وعنصرًا حاسمًا في كثير من الأهدااف المهمة».
فمن أجل زعزعة استقرار حكومة منغستو هيلا مريام الإثيوبية الموالية للسوفيت، أرسلت السعودية أموالًا لجارتها السودان. وساعدت السعودية أيضًا زعيم المتمردين في أنغولا، جوناس سافيمبي، وذلك عن طريق تزويد المغرب بالمال لإنشاء معسكر تدريب لحركة «يونيتا». كما قامت السعودية بتحويل 32 مليون دولار إلى حساب الكونتار في نيكارغوا. وأيضا قدمت أكثر من ثلاثة مليارات دولار لتقويض الاحتلال السوفيتي لأفغانستان. ويقول الأمير بندر: «لو علمتم ما كنا نفعله حقًا لأجل أمريكا، لما أعطيتمونا أواكس فقط، بل لأعطيتمونا أسلحة نووية».
ولم تقتصر الجهود السعودية لمحاربة الشيوعين على المساهمات بالمال فقط، بل يؤكد الأمير بندر: «لم نستخدم مقولات الشرق-الغرب أو العداء الأمريكي للشيوعية، بل استخدمنا الدين. قلنا، الشيوعيون ملحدون؛ إنهم غير مؤمنين ونحن نحاربهم لأسباب دينية. وجّيشنا العالم الإسلامي وراءنا، وهو ما تلاءم تمامًا مع إستراتيجية ريغن لقتال الاتحاد السوفيتي في منطقة لا يستطيعون التأثير فيها كما نؤثر نحن». وكرّر الأمير بندر المنطق السعودي عند التحدّث مع البلاد الإسلامية:«لتذهب أمريكا إلى الجحيم، إننا نقاتل الشيوعيين لأنهم كفار». وردّد السفير الأمريكي في السعودية هذا التوكيد عندما قال: «كانت الولايات المتحدة شريكًا منشودًا للسعودية ... وثمة مصلحة مشتركة في مواجهة الشيوعية الكافرة. وكان السعوديين يرون فيها الخطر الرئيسي على المملكة والإسلام والمنطقة». وكان يسأل الأمير بندر عما إذا كانت السعودية تقوم بذلك طلبًا للولايات المتحدة، وكان يجيب: «لا، توجد في أمريكا سفارة سوفيتية وفي الاتحاد السوفيتي توجد سفارة أمريكية. وليست للسعودية علاقة مع الاتحاد السوفيتي، لا بسبب أمريكا، وإنما لأن السوفييت ملحدون». وأشار الأمير بندر إلى ان السعودية هي البلد الوحيد في العالم أنذاك الذي لا يسمح للمواطنين الشيوعيين حتى بالخروج من الطائرة عند هبوطها في السعودية؛ بل عليهم البقاء في الطائرة إلى أن تقلع.

### قضية إيران كونترا
قامت الولايات المتحدة ببيع أسلحة سرًا لإيران التي تعتبر دولة إرهابية للولايات المتحدة وهي صفقة يحظرها القانون الأمريكي، بل تعتبر انتهاك صارخ لعملية «الاتفاق المحكم» التي أطلقها ريغن لمنع جميع الدول من بيع أسلحة لإيران. كما أنتهكت الحكومة الأمريكية «تعديل بولاند» عن طريق تقديم مساعدة سرّية إلى متمردي الكونترا في حربهم على الحكومة الساندينية اليسارية في نيكاراغوا، وكانت الولايات المتحدة تقوم بتحويل أرباح صفقة الأسلحة الإيرانية لتمويل الكونترا النيكارغواية بسبب المخاوف من عدم التمكن من تأمين مزيد من الدعم من الكونغرس لتمويل الكونترا.14 وبسبب نفاد أموال الكونترا بدأت الولايات بالتفكير بنقل عملية دعم متمردي الكونترا إلى بلد آخر.

اجتماع الملك فهد والرئيس الأمريكي رونالد ريغان في واشنطن في 11 فبراير 1985، وهو الاجتماع الذي نوقش فيه زيادة دعم الكونترا.

قام روبرت ماكفرلين بالتواصل مع الأمير بندر وطلب منه التدخل وانقاذ عملية الكونترا. وذكر روبرت ماكفرلين أن فشل الكونترا سيؤدي إلى اضطرابات في أمريكا الوسطى وبالتالي سيؤدي هذا الفشل إلى خسارة رونالد ريغان في الانتخابات، وفي تلك الفترة كان رونالد ريغان صديق مقرب للأمير بندر وحليف للسعودية، وكانت السعودية ترغب باستمراره كرئيس للولايات المتحدة. فقرر الأمير بندر تأمين مليون دولار شهريًا لعملية الكونترا. وبدأت الأموال السعودية في يونيو 1984، تصل لحساب مصرفي يقع في جزر كايمان تابع لقائد القوة الديموقراطية النيكاراغوانية المعارضة للحكومة الساندينية أدولفو كاليرو. وكان الغرض من الأموال السعودية نمكين الكونترا من الحصول على أسلحة متطورة وضرورية لمجارات الدعم السوفيتي والكوبي للحكومة الساندينية.
يقول الأمير بندر: «كان روبرت ماكفرلين صديقًا حميمًا. لقد عملنا معًا بشكل جيّد في لبنان. وفي يوم من الأيام فاتحني بشأن تمويل الكونترا في نيكارغوا». و «لم تكن لدينا مشكلة في ذلك. كانت عملية ذات سيادة خارج الولايات المتحدة ولذا لم نكن نخرق أيًا من القوانين. كنّا نمول عددّا من العمليات المناهضة للشيوعية في أنحاء مختلفة من العالم، ولم يكن ذلك عملًا مختلفًا».
في 11 فبراير 1985، زار الملك فهد بن عبد العزيز آل سعود واشنطن والتقى بالرئيس رونالد ريغان، وأسفر اللقاء عن موافقة السعودية سرًا على رفع مستوى تمويل الكونترا، وبعد اللقاء طلب الأمير بندر إبقاء دوره في إقناع الحكومة السعودية بتمويل الكونترا وأيضًا نقل الأموال إلى حسابات قيادات المعارضة للحكومة الساندينية طيّ الكتمان. بعد تلقي قيادات الكونترا الدعم المالي السعودي طلب أوليفر نورث من أدولفو كاليرو أن يستخدم المال السعودي الذي يقدر بـ 20 مليون دولار باعادة نشر قوّات الكونترا أمام هجوم متوقع للحكومة الساندينية، وأيضا استخدامة في تدريب وتجهيز القوات والمتطوعين، ووضع خطة للإمداد الجوي المنتظم، وأضاف: «سيوفر هذا المال الجديد مرونة عالية لم نتمتع بها من قبل».
في 1986، بدأت تظهر تقارير عن تورط السعودية والأمير بندر في قضية الكونترا، ففي 27 يوليو 1986، نشرت صحيفة سان فرانسيسكو اكزامينر مقالة نقلت عن مصادر استخباراتية عن التورط السعودي في القضية. وظهر وزير الدفاع الأمريكي كاسبار واينبرغر الذي يعتبر صديق مقرب للامير بندر بشكل متكرّر أمام الملأ نافيًا وجود أي دعم سعودي للكونترا من أجل حماية الأمير بندر. وأصدرت سفارة السعودية في واشنطن العاصمة بيانًا صحفيًا في 21 أكتوبر، ذكر فيه الأمير بندر أن، «السعودية لم تتورط في الماضي أو الحاضر بصورة مباشرة أو غير مباشرة في أي دعم عسكري أو سواه من أنواع الدعم لأي مجموعة أو مجموعات معينة بنيكارغوا».

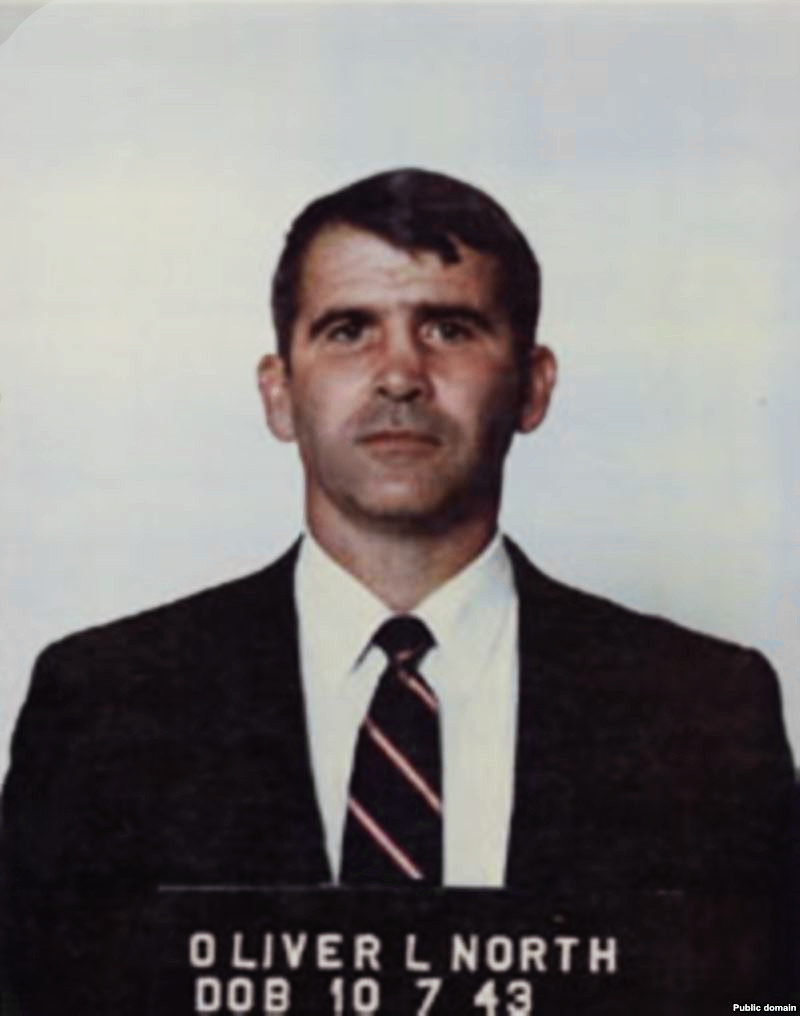
أوليفر نورث بعد القبض عليه في 1989 عقب قضية إيران كونترا.

أثناء جلسة الاستماع لروبرت ماكفرلين في الكونغرس، اعترف روبرت ماكفرلين بتورط السعودية في قضية الكونترا واتهم الأمير بندر بأنه العقل المدبر للتدخل السعودي في القضية. وإعترف الأمير بندر بخيبة أمله من روبرت ماكفرلين، وقال غاضبًا: «لقد باح بما لديه وخذلني. وكانت المرة الوحيدة التي كذبت فيها على وسائل الإعلام عندما قلت، لا شأن لنا بالأمر وأمريكا لم تفاتحني به قطّ، لأن هذا ما توافقنا على قوله. قلت له، اسمع، لا أبالي بالحقيقة، إذا كنت ستروي قصة ما، فدعنا نرويها معًا. وإذا كانت كذبة، فلنكذب معًا. وإذا كانت الحقيقة، فلنرو القصة نفسها. لكنّك ستلحق الضرر بنفسك وبي إذا قدمنا روايتين مختلفتين»، وقال أيضا: «الصحافة صدقتني لأنني أقول الحقيقة دائمًا. ولطالما كنت صريحًا معها. كنت أقول لهم سأروي الحقيقة أو سأكتفي بقول لا يمكنني التعليق»، وتابع: «لكنه جلس أمام العالم كله في الكونغرس وقال، أعترف أن الأمير بندر اتصل بي ذات يوم وقال، تعال نريد مساعدتكم ومساعدة الكونترا، هل يمكننا أن نقدم لكم 25 مليون دولار؟»، وأضاف الأمير بندر: «لم يكتف بالكذب، لأنني لا أعير أي اهتمام للكونترا بل إنني لم أكن أعرف أين تقع نيكارغوا، وإنما زارني في منصف الليل وقال، إننا بحاجة إلى مساعدة.. إلخ، ألخ، فقلت حسنًا، لكن هل أجاز الرئيس ذلك؟ فأجاب ماكفرلين نعم ويمكنك التأكد من ذلك بنفسك، لكن لا يمكن التحدث إلى أي شخص آخر»، وتابع «لذا لم يكذب في جلسة الاستماع فحسب، بل جعلني أكذب أيضا وأقول لا علاقة لنا بالأمر ثم قال إننا ضالعون فيه. ثم قال إننا كنا البادئين بالاتصال، وهذا غير صحيح وقد آلمني ذلك جدًا لأنه قال لي، أمير بندر، أنا من مشاة البحرية وأفضل الموت على أن أخذل أصدقائي ورئيسي. لذا قلت، وأنا كذلك أيضًا. لست من مشاة البحرية، ولكنني مستعد للموت لحماية الملك وأصدقائي»، في النهاية سخر الأمير بندر من محاولة روبرت ماكفرلين الانتحار في اللية التي سبقت موعد الإدلاء بشهادته. فقد ابتلع روبرت ماكفرلين جرعة مفرطة من عقار ديازيبام، ثم أجري له غسيل معدة، وقال الأمير بندر ساخرًا: «كان الرجل من مشاة البحرية... ولو أراد قتل نفسه، لاستخدم طريقة أكثر فعالية وحسمًا!».
بعد الهجوم الاعلامي الكبير على الأمير بندر خرج للإعلام وصرح: «إن الذين يقولون إننا نرقص على إيقاع أمريكا مخطئون، لأننا كلانا نعمل بناء على مصالحنا القومية المتبادلة، وهي تلتقي أحيانًا، وتفترق أحيانًا أخرى، ولا أرى جديد في ذلك».

### التورط في محاولة اغتيال محمد فضل الله
بعد الهجوم الذي تعرضت له ثكنة مشاة البحرية الأمريكية في بيروت في عام 1983، بشاحنة مفخخة والتي أودت بحياة 241 عسكري أمريكي، اتهم المسؤولون الأميركيون الزعيم الروحي لحزب الله محمد حسين فضل الله بالوقوف خلف العلمية. وفي عام 1985، تعرض محمد حسين فضل الله لعملية اغتيال بسيّارة مفخخة أمام منزلة، فقتل 80 شخص وجرح 200 شخص آخرين، ولم يصب محمد حسين فضل الله بأذى، وسرعان ما وجهّت الإتهامات إلى وكالة المخابرات المركزية الأمريكية، ورئاسة الاستخبارات العامة السعودية. سرت شائعات في الولايات المتحدة بأن السعودية قدّمت ثلاثة ملايين دولار لتمويل عملية الاغتيال، وتوّجت تلك الشائعات بما ورد في كتاب «الحجاب» لبوب ودورد، حيث ورد في الكتاب تفاصيل صريحة عن لقاء بين الأمير بندر ووليام كيسي، بما في ذلك روايات وصفيّة عن محادثات سريّة، وتقاسم معلومات وإتلافها، وحتى عن عسكري بريطاني سابق زُعم أن رئاسة الاستخبارات العامة السعودية استخدموه لتسنيق العملية.
نفى الأمير بندر حدوث اللقاء المشار إليه. وتكرّرت مزاعم بوب ودورد على ألسنة الكثير، مثل: هاورد بلوم، وهولي سكلار، وويليام بلوم. وخرج بوب ودورد في برنامج فرونتلاين النلفزيوني مع بيل مويرز وقال: «وضع كيسي مع السعوديين في سنة 1985، خطة مفصّلة لاستخدام سيارة مفخّخة لقتل محمد حسين فضل الله، الذين قرّروا أنه ليس ممكن كانوا وراء تفجير تفجير ثكنة مشاة البحرية الأمريكية فقط، وإنما متورّط في احتجاز الرهائن الأمريكين في بيروت أيضا. وقد تناول كيسي طعام الغداء مع الأمير بندر ... وهو من أقوى الشخصيات حتى اليوم، في واشنطن». وتابع بوب ودورد: «مشى الأثنين في الحديقة، وقالا، نحن مضطران إلى الخروج عن الأصول. واتفقا على أن يقدم السعوديين المال لاستخدام بعض المحترفين لقتل محمد حسين فضل الله بسيّارة مفخخة. وكان ذلك خروجًا عن الأصول. ليس هناك دليل على أن رونالد ريغان، أو كاسبار واينبرغر، أو جورج شولتز عرفوا بذلك. لقد تصرّف كيسي بمفردة، قائلًا سأحل المشكلة الكبيرة وأكون أشد قسوة من الأرهابيين أو بمثل قسوتهم، وأستخدم سلاحهم، السيارة المفخخة».
على مرّ السنين، لم يحاول الأمير بندر قط تكذيب ما كشف عنه بوب ودورد، أو تقارير الإعلام، أو الكتب، التي تناولت هذه القصة. لكنّه أصر بثبات على أن المزاعم عن التورّط السعودي في محاولة اغتيال محمد حسين فضل الله لا أساس لها من الصحة، مؤكدًا بصراحة على عدم وجود أي علاقة له بمحاولة الاغتيال. وبعد محاولة الاغتيال مباشرة، فاتح الأمير بندر محمد حسين فضل الله باسم الملك فهد بن عبد العزيز آل سعود، الذي كان الأخير حريصًا على الًا يصدق الزعيم الديني المزاعم عن تورّط رئاسة الاستخبارات العامة السعودية في عملية التفجير. وكان رد محمد حسين فضل الله بأنه يحمل الولايات المتحدة المسؤولية الكاملة وليس السعودية. وفي وقت لاحق عرض الأمير بندر على محمد حسين فضل الله تقديم مليوني دولار كموادّ غذائية، ومنح جامعية، ومساعدات أخرى في مقابل الموافقة على عدم مهاجمة أهداف أمريكية في لبنان. وزعم بوب ودورد لاحقًا أن الأمير بندر قال لوليام كيسي: «من الأسهل أن ترشيه من أن تقتله»، واعتبر الأمير بندر هذا التقرير من نسج الخيال، ونفاه بالكامل.
لاحقًا زُعم أن العملية لم تنفذ من قبل وكالة المخابرات المركزية الأمريكية بل من قبل منظمة سرية يطلق عليها «مجموعة الأوضاع الخاصة»، تم تأسيسها من قبل إدارة رونالد ريغان بالتعاون مع القوة الجوية الخاصة البريطانية للقيام بعمليات استباقية لمكافحة الإرهاب في عام 1982، وكان يقود المنظمة عميل سابق للقوة الجوية الخاصة البريطانية. وعلم الأمير بندر فيما بعد من مصادر لرئاسة الاستخبارات العامة السعودية بصحة هذه المعلومات.

### الصراع التشادي الليبي
كانت السعودية تخشى نظام معمر القذافي، إذ تم الربط بينه وبين اكتشاف معدّات عسكرية ومتفجرات عثر عليها في حقائب ركّاب ليبين متوجهين لأداء مناسك الحج. كما أن ليبيا وقّعت على معاهدة تعاون مع إثيوبيا واليمن الجنوبي، وهما من أشد البلدان عداء للسعودية. لذلك عندما فاتحت وكالة المخابرات المركزية الأمير بندر بشأن تمويل عمليّة سرية ضد معمر القذافي، وافقت رئاسة الاستخبارات العامة السعودية بلا تردد، وكان هدف العملية استنزاف نظام معمر القذافي وكانت أجهزة المخابرات السعودية والأمريكية ترا ان الصراع التشادي الليبي هو نقطة ضعف القافي.
وبتمويل من رئاسة الاستخبارات العامة السعودية، ووكالة المخابرات المركزية، عزّزت القوات التشادية الضعيفة وقليلة الخبرة بمرتزقة محترفين ومجهّزين بمعدات جيدة، ونقلوهم جوّا إلى تشاد لمساندة الهجوم على القوات النظّامية الليبية. يقول الأمير بندر: «قدمت السعودية بالتعاون مع وكالة المخابرات المركزية 10 مليون دولار لدعم إعادة تسليح الجيش التشادي وتجنيد جيش من المرتزقة لمساندة القوات التشادية على الأرض. ولم يشارك السعوديون بشكل مبتشر، بل إكتفوا بالتمويل فقط. وتولى الأمريكين الجزء العملاني، وكانت النتيجة هزيمة القوات الليبية وانسحابها من التشاد.» ويقول أيضا: «لم يم القذافي قطّ بإرسال قواته إلى خارج ليبيا بعد تلك الضربة التي تلقاها».
اعترف الأمير بندر أثناء المفاوضات مع معمر القذافي حول أزمة لوكربي عن تورط السعودية في الصراع التشادي الليبي، وقال لمعمر الفذافي: «بما أننا الآن نتحدث بصراحة معًا، فإننا كنّا نرعى تشاد. كنّا فيها وألحقنا بك هزيمة منكرة في ذلك الوقت».

## ممتلكات خاصة
يسافر كثيرا بطائرته الخاصة ايرباص A- 340. كما يملك حديقة جليمبتون بارك، في أوكسفوردشاير. يملك الأمير بندر عقارًا مع منزل بـ 32 غرفة في آسبن، في كولورادو كان قد اشتراه في عام 1989 وأقام فيه في 1991. في 12 يوليو 2006، أفيد أن الأمير بندر سعى إلى بيع قصره الذي يتسع لـ 56,000 قدم مربع في آسبن، كولورادو، في الولايات المتحدة ب 135 $ مليون دولار أمريكي. في 2007 بيعت لرجل الأعمال الأمريكي جون بولسون ب 50 مليون دولار تقريبًا.

## مناصبه
- سفير السعودية لدى الولايات المتحدة الأمريكية منذ 1983 وحتى 2005.
- الأمين العام لمجلس الأمن الوطني منذ 16 أكتوبر 2005 وحتى 29 يناير 2015.[71]
- رئيساً للاستخبارات السعودية بالإضافة لمنصبه السابق منذ 19 يوليو 2012 وحتى 15 أبريل 2014.
- عُيّن مستشارا ومبعوثًا خاصًا لخادم الحرمين الشريفين إضافة لمنصبه أمينًا عاًما لمجلس الأمن الوطني ابتداء من 30 يونيو 2014 وحتى 29 يناير 2015.[71]

## أسرته

### زوجته
الأميرة هيفاء الفيصل بن عبد العزيز آل سعود مواليد 1950

### أبناؤه
- الأميرة لولوة بنت بندر بن سلطان آل سعود
- الأميرة ريما بنت بندر بن سلطان آل سعود (سفيرة السعودية لدى الولايات المُتحدة)
- الأميرة نورة بنت بندر بن سلطان آل سعود
- الأمير فهد بن بندر بن سلطان آل سعود
- الأميرة حصة بنت بندر بن سلطان آل سعود
- الأمير فيصل بن بندر بن سلطان آل سعود
- الأمير خالد بن بندر بن سلطان آل سعود (سفير السعودية لدى المملكة المتحدة)
- الأمير عبد العزيز بن بندر بن سلطان آل سعود